# El Robledo
Pour les articles homonymes, voir Robledo (homonymie).
Ne doit pas être confondu avec Robledo ou Robledo del Mazo.
El Robledo est une commune d'Espagne de la province de Ciudad Real dans la communauté autonome de Castille-La Manche.

## Administration
| Période                                  | Période | Identité | Étiquette | Qualité |
| ---------------------------------------- | ------- | -------- | --------- | ------- |
|                                          |         |          |           |         |
| Les données manquantes sont à compléter. |         |          |           |         |